# Роуг Ривер (Орегон)
Роуг Ривер (енгл. Rogue River) град је у америчкој савезној држави Орегон.

## Демографија
По попису из 2010. године број становника је 2.131, што је 284 (15,4%) становника више него 2000. године.
| Група             | 2000.         | 2010.         |
| Белци             | 1.684 (91,2%) | 1.944 (91,2%) |
| Афроамериканци    | 4 (0,2%)      | 16 (0,8%)     |
| Азијати           | 5 (0,3%)      | 9 (0,4%)      |
| Хиспаноамериканци | 94 (5,1%)     | 112 (5,3%)    |
| Укупно            | 1.847         | 2.131         |